# Erica aestiva
Erica aestiva là một loài thực vật có hoa trong họ Thạch nam. Loài này được Markötter mô tả khoa học đầu tiên năm 1930.